# Irski dragovoljci
Irski dragovoljci (engleski: Irish Volunteers irski: Óglaigh na hÉireann) naziv je za paravojnu skupinu koju su 1913. godine osnovali irski katolici i zagovornici autonomije kako bi se oružjem oduprli Ulsterskim dobrovoljcima, paravojnoj formaciji irskih unionista i protestanata koji su oružjem pokušavali spriječiti izglasavanje, odnosno primjenu Treći zakon o autonomiji Irske.
Organizacija se, slično kao i protestanti, protuzakonito naoružavala, a prema nekim procjenama, imala je oko 175.000 članova.
Međutim, sve vrijeme je u njoj tinjao sukob između umjerenjaka na čelu s Johnom Redmondom i radikalnih nacionalista iz Irskog republikanskog bratstva. Nakon izbijanja prvog svjetskog rata, Redmond je organizaciju iskoristio kako bi formirao Nacionalne dobrovoljce koji su borili u redovima britanske vojske. Njima je pristupila većina Irskih dobrovoljaca. 
Preostala manjina je došla pod utjecaj IRB, te sudjelovala u Uskrsnom ustanku. Godine 1919. su se rasformirali i prešli u Irsku republikansku armiju.